# Astakos
Astakos (in greco Αστακός?) è un ex comune della Grecia nella periferia della Grecia Occidentale (unità periferica dell'Etolia-Acarnania) con 7.252 abitanti secondo i dati del censimento 2001.
È stato soppresso a seguito della riforma amministrativa, detta Programma Callicrate, in vigore dal gennaio 2011 ed è ora compreso nel comune di Xiromero.

## Località
Astakos è suddiviso nelle seguenti comunità (i nomi dei villaggi tra parentesi):
- Agrampela
- Astakos (Astakos, Valti)
- Bampini
- Karaiskakis
- Machaira
- Chrysovitsa
- Palaiomanina
- Prodromos
- Skourtou
- Strongylovouni (Strongylovouni, Manina Vlizianon)
- Vasilopoulo
- Vliziana